# Organismetanken
 Der er for få eller ingen kildehenvisninger i denne artikel, hvilket er et problem. Du kan hjælpe ved at angive troværdige kilder til de påstande, som fremføres i artiklen.

Organismetanken dækker over den idé, at samfundet består af en masse dele, der tilsammen udgør samfundet og at disse dele ikke ville kunne fungere alene.
Ordet har sin betydning i metaforen om menneskekroppen, der består af mange dele, der i sig selv ikke har nogen betydning (f.eks. en lille celle, men tilsammen udgør den en hel organisme. Den er gennem tiderne formateret til forskellige betydninger der bruges indefor litteratur, samfundsvidenskaben og filosofi.